# 泊駅 (鳥取県)
泊駅（とまりえき）は、鳥取県東伯郡湯梨浜町大字園字稲干場にある西日本旅客鉄道（JR西日本）山陰本線の駅である。
快速列車については、下りのみ停車する（2022年3月現在）。

## 歴史

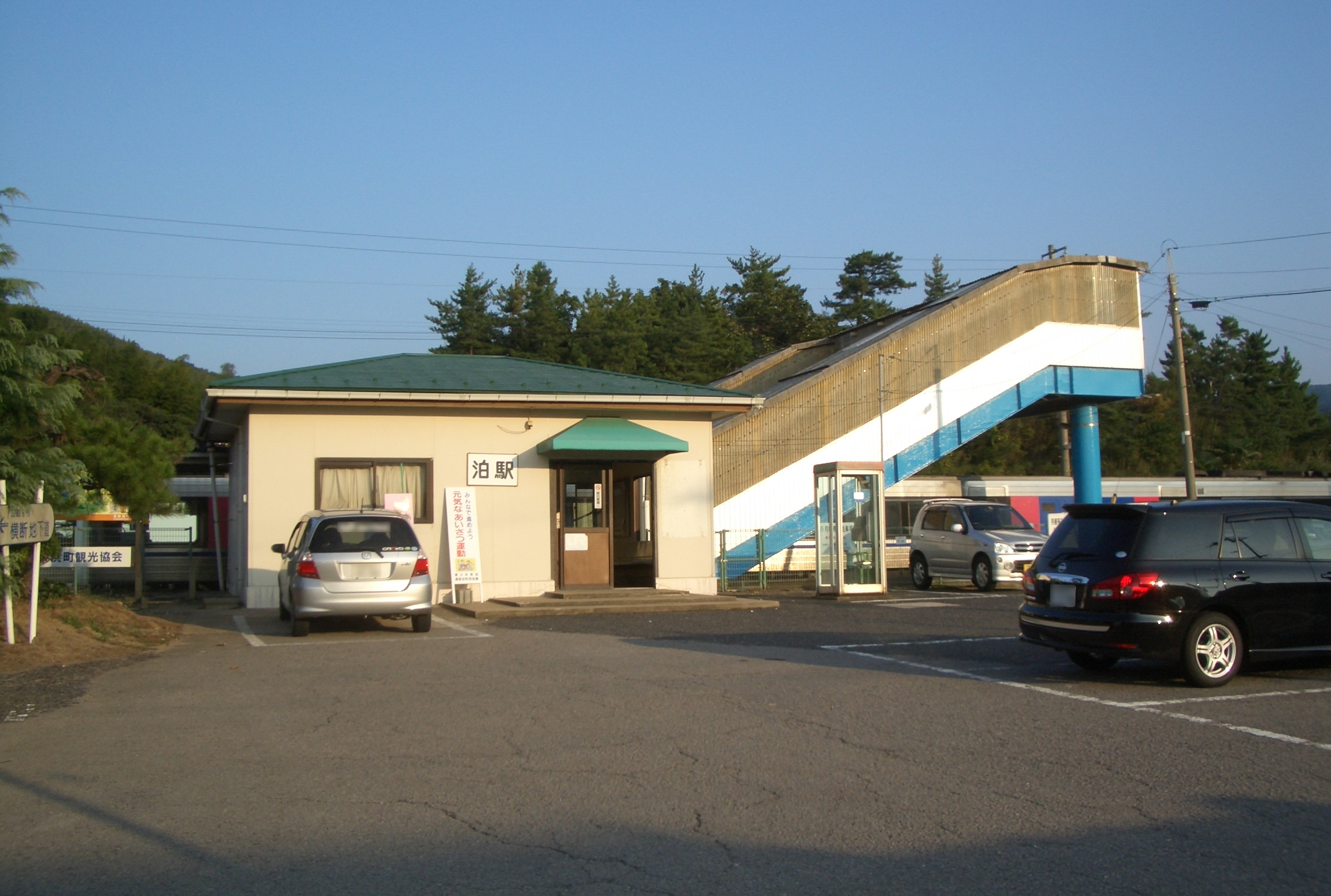
旧駅舎（2008年9月）

- 1905年（明治38年）5月15日：官設鉄道青谷駅 - 松崎駅間延伸時に開設[2]。客貨取扱開始[2]。
- 1909年（明治42年）10月12日：線路名称制定、山陰本線所属となる。
- 1963年（昭和38年）2月1日：貨物取扱廃止[2]。
- 1972年（昭和47年）3月10日：業務委託駅化[3]。
- 1984年（昭和59年）2月1日：荷物扱い廃止[2]。
- 1987年（昭和62年）
  - 4月1日：国鉄分割民営化に伴い、西日本旅客鉄道（JR西日本）の駅となる[2]。
  - 不明：旧駅舎竣工[4]。
- 1991年（平成3年）3月16日：無人駅化[5]
- 1993年（平成5年）3月頃：乗車駅証明書発行機設置、使用開始[6]。
- 2022年（令和4年）7月30日：新駅舎竣工[7][4]。
- 2025年（令和7年）3月15日：ICカード「ICOCA」の利用が可能となる[8][9]。

## 駅構造

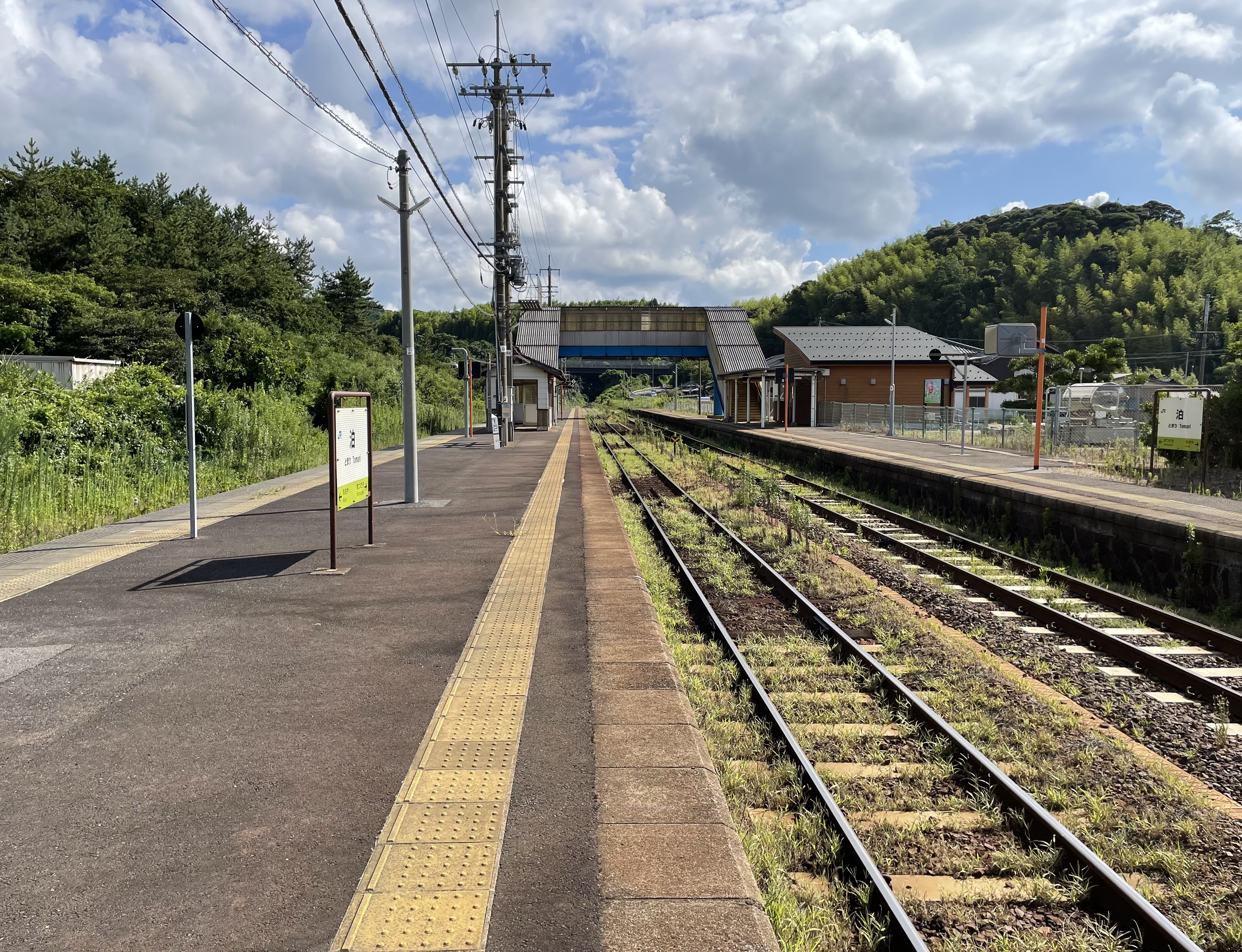
構内（2024年8月）

単式・島式ホーム混合2面3線を有する、列車交換・待避可能な地上駅。駅舎は単式1番のりば側にあり、島式2・3番のりばへは跨線橋で連絡している。2003年の鳥取県鉄道高速化事業では1線スルー化工事が実施されなかったため、現在も副本線である3番のりばへの発着列車を除き、方向別にホームを使い分けている。以前は駅舎西側、1番のりば横に行止まり式側線が存在したが、廃止され現在は駐車場となっている。
現駅舎は、日本海の波をイメージした丸みのある屋根が特徴で、鳥取県産のスギやヒノキを活用。待合室のほかにバリアフリートイレも備えている。
鳥取鉄道部管理の無人駅で、自動券売機の設備は無い。

### のりば
| のりば | 路線     | 方向 | 行先           | 備考         |
| ------ | -------- | ---- | -------------- | ------------ |
| 1      | 山陰本線 | 上り | 浜村・鳥取方面 |              |
| 2      | 山陰本線 | 下り | 倉吉・米子方面 |              |
| 3      | 山陰本線 | 下り | 倉吉・米子方面 | 待避列車のみ |
| 3      | 山陰本線 | 上り | 浜村・鳥取方面 | 待避列車のみ |

- 上り本線は1番のりば、下り本線は2番のりば。3番のりばは上下副本線であり、通過待ちに使用される。

## 利用状況
| 1日乗降人員推移 | 1日乗降人員推移 |
| 年度            | 1日平均人数     |
| --------------- | --------------- |
| 2011年          | 238             |
| 2012年          | 254             |
| 2013年          | 242             |
| 2014年          | 198             |
| 2015年          | 236             |
| 2016年          | 226             |
| 2017年          | 229             |
| 2018年          | 204             |
| 2019年          | 214             |
| 2021年          | 170             |

## 駅周辺
国道9号沿いにあり、山陰自動車道が駅の南側をオーバークロスしている。
- 湯梨浜町役場 泊庁舎
- 泊郵便局
- 泊漁港
- 甲亀山
- 国道9号

## 隣の駅
西日本旅客鉄道（JR西日本）
 山陰本線
■快速「とっとりライナー」（上り）
通過
■快速「とっとりライナー」（下り）・■普通
青谷駅 - 泊駅 - 松崎駅